# Unimedia
Unimedia (Унімедіа) — молдовський новинний сайт, заснований у січні 2007 року. Станом на грудень 2011 року Unimedia мають 65 000 щоденних відвідувань та 240 000 щоденних переглядів сторінок. Сайт є платформою для блогів та коментарів для авторів з Республіки Молдова, який діє в незалежному форматі.
У січні 2008 року Unimedia поглинула корпорація New Media Group.